# Пол Чемберлен
Пол Чемберлен (англ. Paul Chamberlin; нар. 26 березня 1962) — колишній американський тенісист.
Найвищу одиночну позицію світового рейтингу — 46 місце досяг 1 січня 1990, парну — 61 місце — 26 лютого 1990 року.
Здобув 1 парний титул.
Найвищим досягненням на турнірах Великого шолома був чвертьфінал в одиночному розряді.
Завершив кар'єру 1991 року.

## Фінали турнірів ATP за кар'єру

### Одиночний розряд: 1 (1 поразка)
| Легенда                         |
| ------------------------------- |
| Турніри Великого шлема (0–0)    |
| Фінали Світового туру ATP (0–0) |
| Серія Мастерс ATP (0–0)         |
| Серія турнірів ATP (0–0)        |
| Світова серія ATP (0–1)         |

| Фінали за покриттям |
| ------------------- |
| Тверде (0–1)        |
| Ґрунт (0–0)         |
| Трава (0–0)         |
| Килим (0–0)         |

| Фінали за типом корту |
| --------------------- |
| Відкритий корт (0–0)  |
| Закритий корт (0–1)   |

| Результат | В-П | Дата     | Турнір            | Рівень        | Покриття | Суперник            | Рахунок       |
| --------- | --- | -------- | ----------------- | ------------- | -------- | ------------------- | ------------- |
| Поразка   | 0–1 | Лис 1989 | Йоганнесбург, ПАР | Світова серія | Тверде   | Хрісто ван Ренсбург | 4–6, 6–7, 3–6 |

### Парний розряд: 2 (1–1)
| Легенда                         |
| ------------------------------- |
| Турніри Великого шлема (0–0)    |
| Фінали Світового туру ATP (0–0) |
| Серія Мастерс ATP (0–0)         |
| Серія турнірів ATP (0–0)        |
| ATP Grand Prix (1–1)            |

| Фінали за покриттям |
| ------------------- |
| Тверде (0–1)        |
| Ґрунт (0–0)         |
| Трава (1–0)         |
| Килим (0–0)         |

| Фінали за типом корту |
| --------------------- |
| Відкритий корт (1–1)  |
| Закритий корт (0–0)   |

| Результат | В-П | Дата     | Турнір                    | Рівень   | Покриття | Партнер       | Суперники                    | Рахунок  |
| --------- | --- | -------- | ------------------------- | -------- | -------- | ------------- | ---------------------------- | -------- |
| Поразка   | 0–1 | Кві 1989 | Сінгапур, Сінгапур        | Гран-прі | Тверде   | Пол Векеса    | Рік Ліч Джим П'ю             | 3–6, 4–6 |
| Перемога  | 1–1 | Чер 1989 | Бристоль, Велика Британія | Гран-прі | Трава    | Тім Вілкінсон | Майк Де Палмер Гері Доннеллі | 7–6, 6–4 |

## Фінали ATP Челленджер і ITF Ф'ючерс

### Парний розряд: 1 (1–0)
| Легенда              |
| -------------------- |
| ATP Челленджер (1–0) |
| ITF Ф'ючерс (0–0)    |

| Фінали за покриттям |
| ------------------- |
| Тверде (1–0)        |
| Ґрунт (0–0)         |
| Трава (0–0)         |
| Килим (0–0)         |

| Результат | В-П | Дата     | Турнір          | Рівень     | Покриття | Партнер    | Суперники                 | Рахунок  |
| --------- | --- | -------- | --------------- | ---------- | -------- | ---------- | ------------------------- | -------- |
| Перемога  | 1–0 | Бер 1987 | Шербур, Франція | Челленджер | Тверде   | Лейф Шірас | Джим П'ю Ерік Віноградскі | 7–5, 7–5 |

## Досягнення
| W | Ф | ПФ | ЧФ | #Р | КТ | К# | DNQ | A | NH |

### Одиночний розряд
| Турніри Великого шлему                 |     |     |     |     |     |       |      |     |
| Відкритий чемпіонат Австралії з тенісу |     |     | 3р  | 2р  | 3р  | 0 / 3 | 5–3  | 63% |
| Відкритий чемпіонат Франції з тенісу   |     |     |     |     |     | 0 / 0 | 0–0  | –   |
| Вімблдонський турнір                   | 1р  |     |     | ЧФ  | 2р  | 0 / 3 | 5–3  | 63% |
| Відкритий чемпіонат США з тенісу       |     |     |     | 1р  | 1р  | 0 / 2 | 0–2  | 0%  |
| В-П                                    | 0–1 | 0–0 | 2–1 | 5–3 | 3–3 | 0 / 8 | 10–8 | 56% |
| Серія Мастерс ATP                      |     |     |     |     |     |       |      |     |
| Індіан-Веллс                           |     |     |     |     | 1р  | 0 / 1 | 0–1  | 0%  |
| Відкритий чемпіонат Маямі з тенісу     |     | 1р  | 1р  |     | 2р  | 0 / 3 | 1–3  | 25% |
| Мастерс Канада                         |     |     |     |     | 2р  | 0 / 1 | 1–1  | 50% |
| Мастерс Цинциннаті                     |     | 2р  | 1р  |     | 1р  | 0 / 3 | 1–3  | 25% |
| В-П                                    | 0–0 | 1–2 | 0–2 | 0–0 | 2–4 | 0 / 8 | 3–8  | 27% |

### Парний розряд
| Турніри Великого шлему                 |     |     |     |     |     |        |       |     |
| Відкритий чемпіонат Австралії з тенісу |     |     | 3р  | 2р  | 3р  | 0 / 3  | 5–3   | 63% |
| Відкритий чемпіонат Франції з тенісу   |     | 2р  | 1р  |     |     | 0 / 2  | 1–2   | 33% |
| Вімблдонський турнір                   | 2р  | 2р  | 2р  |     | 1р  | 0 / 4  | 3–4   | 43% |
| Відкритий чемпіонат США з тенісу       |     | 1р  | 1р  | 1р  | 2р  | 0 / 4  | 1–4   | 20% |
| В-П                                    | 1–1 | 2–3 | 3–4 | 1–2 | 3–3 | 0 / 13 | 10–13 | 43% |
| Серія Мастерс ATP                      |     |     |     |     |     |        |       |     |
| Індіан-Веллс                           |     |     | 1р  |     | 1р  | 0 / 2  | 0–2   | 0%  |
| Відкритий чемпіонат Маямі з тенісу     |     |     | 1р  |     | 1р  | 0 / 2  | 0–2   | 0%  |
| Рим                                    |     |     | 1р  |     |     | 0 / 1  | 0–1   | 0%  |
| Мастерс Канада                         |     |     | 2р  |     | 1р  | 0 / 2  | 1–2   | 33% |
| Мастерс Цинциннаті                     |     | 1р  | 1р  |     |     | 0 / 2  | 0–2   | 0%  |
| В-П                                    | 0–0 | 0–1 | 1–5 | 0–0 | 0–3 | 0 / 9  | 1–9   | 10% |